# 御菓子御殿
株式会社御菓子御殿（おかしごてん）は、沖縄県中頭郡読谷村に本社を置き、菓子の製造販売及びレストラン事業を行っているグループである。「御菓子御殿」は運営する施設の名称でもある。2015年2月11日までの社名はお菓子のポルシェであった。

## 概要
県内有数の菓子製造会社であり、同社の販売額の3分の1を占める主力商品である「紅いもタルト」は、年間販売数が1000万個を超え、沖縄土産としても定着している。
同社の発展の元は、1986年に参加した読谷村の村おこし事業である。この際に生産を開始した紅いも菓子である「紅いもタルト」が有名になり、それ以来「紅いも菓子ポルシェ」として広く知られるようになった。また、2001年には恩納村に菓子製造工場、兼店舗である「御菓子御殿」を開店し、観光客も多く訪れる観光施設となっている。2015年にはこの工場兼店舗の名称を社名に変更したが、ポルシェの名称はパティスリーの2店舗に残る。
2008年には、全国菓子大博覧会において菓子業界では最高の栄誉とされる名誉総裁賞を文化部門で受賞するなど、沖縄県内にとどまらず、日本全国で通用する菓子会社として発展し続けている。

## 沿革
- 1979年6月 - 「ポルシェ洋菓子店」創業。
- 1986年 - 紅いも菓子（紅いもタルト）の生産開始。
- 1990年8月 - 「有限会社ポルシェ」法人設立登記。
- 1992年 - 子会社「有限会社ポルシェ食品」を設立。
- 1999年9月 - 「株式会社お菓子のポルシェ」に組織、及び社名変更。
- 2001年6月27日 - 恩納村に「御菓子御殿 恩納店」を開店。
- 2004年7月16日 - ISO9001・HACCPの認証を受けた。
- 2005年7月23日 - 御菓子御殿読谷本店を開店。
- 2007年7月 - 紅イモ菓子類似品訴訟（後述）で那覇地方裁判所に訴訟請求。
- 2008年8月6日 - 紅イモ菓子類似品訴訟で那覇地方裁判所がポルシェ側の請求を棄却。
- 2008年8月15日 - 全国菓子大博覧会で名誉総裁賞を文化部門で受賞。
- 2009年2月19日 - 読谷村楚辺に新たな大型加工場を建設すると発表。
- 2009年3月29日 - 国際通り松尾店が開店。
- 2015年2月12日 - 社名を「株式会社御菓子御殿」に変更[2]。
- 2015年 - 子会社有限会社ポルシェ食品が社名を「有限会社御菓子御殿フーズ」に変更。(翌2016年に株式会社化)
- 2018年 - 「株式会社御菓子御殿ホールディングス」設立。「株式会社御菓子御殿クリエーション」設立、株式会社御菓子御殿および、株式会社御菓子御殿フーズの和洋菓子製造事業を承継[1]。

## 御菓子御殿（施設）

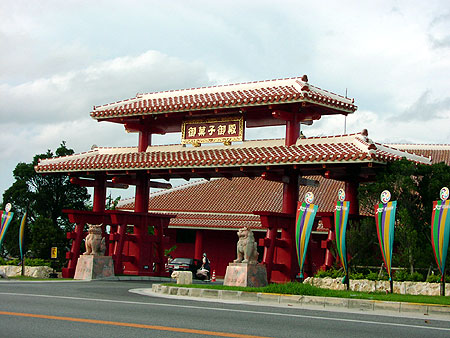
御菓子御殿恩納店

菓子の生産工程の見学、及び商品販売を行っている施設。
- 読谷本店
  - 2005年に開店。同社の工場兼店舗施設としては2店目である。開店に伴い、本社事務所も同施設内に移転した。
- 恩納店
  - 2001年に恩納村瀬良垣の通称ダイヤモンドビーチに建設されたテーマ施設である。施設は那覇市にある首里城公園を模した造りとなっており、入口は守礼門、店は首里城正殿そっくりの施設となっている。沖縄県内では初の菓子製造工程が見学できる施設として開店し、店内には海を展望できるレストランも設置されている。
- 国際通り松尾店
  - 2009年に開店。店舗2階にはレストランも設置されている。
- 名護店
  - 2012年に開店。2016年にリニューアルし、テーマパーク「DINO恐竜PARK やんばる亜熱帯の森」を開設。2017年に「沖縄歴史民俗資料館」を開設。工場およびレストランも設置されている。

## 店舗一覧
御菓子御殿
- 御菓子御殿 読谷本店
  - 沖縄県中頭郡読谷村字宇座657-1
- 御菓子御殿 恩納店
  - 沖縄県国頭郡恩納村字瀬良垣100番地
- 御菓子御殿 国際通り松尾店
  - 沖縄県那覇市松尾1-2-5
- 御菓子御殿 名護店
  - 沖縄県名護市字中山1024-1
- 御菓子御殿 国際通り くもじ店
  - 沖縄県那覇市久茂地3-5-11F
- 御菓子御殿 国際通り牧志店
  - 沖縄県那覇市牧志3-1-8
- 御菓子御殿 那覇空港店
  - 沖縄県那覇市鏡水150 那覇空港2F
- 御菓子御殿 石垣店
  - 沖縄県石垣市字大川10-1 1F

菓子工房 樹々・おかしのジョリーキキ
- 菓子工房 樹々 大木店
  - 沖縄県中頭郡読谷村大木459-7
- おかしのジョリーキキ　サンエー大湾CITY
  - 沖縄県中頭郡読谷村大湾343

## 紅イモ菓子類似品訴訟
2007年7月に当社（以下、当時の社名によりポルシェと記す）が沖縄県那覇市に本社を置く菓子メーカーである株式会社ナンポー通商（以後、ナンポー通商）を相手に起こした、商品の販売差し止めと1億円の損害賠償などを求める訴えである。
ナンポー通商が2001年より販売を開始した「べにいもたると」に対し、ポルシェは「呼称が類似しており商品の基本的構成形態も同一。現に一般消費者の間で混同が生じている」などと訴え、販売差し止めや商品製造用の金型の廃棄などを求めた。これに対し、ナンポー通商の代理人は「『ベニイモタルト』は沖縄の多くのメーカーの努力で成長した商品で、現在ではちんすこうなどと同様に沖縄土産の一般的商品として定着しており、原告のみが商品を独占して製造、販売できるはずはない」と反論した。
2008年8月6日に那覇地方裁判所で行われた訴訟でポルシェ側の請求が棄却された。
なお、「紅いもタルト」の名称は、商標登録はされていない。

## 主要な商品
- 元祖紅いもタルト（沖縄県産の紅いもを使用した原型の菓子）
  - 「モンドセレクション6年連続金賞」「国際優秀品質賞」「第25回全国菓子大博覧会名誉総裁賞」「第21回沖縄県産業まつり県知事奨励賞」
- いもいもタルト（沖縄県産の紅いもと、読谷村産の茜いもを使用した菓子）
  - 第27回全国菓子大博覧会金菓賞
- Princessムーン（沖縄県産パイナップルマンゴーシークヮーサーを使用した蒸しケーキ）
  - 2016年モンドセレクション銀賞・国際優秀品質賞・第26回全国菓子大博覧会名誉総裁賞
- 塩胡麻ちんすこう
  - モンドセレクション10年連続金賞・国際優秀品質賞・第25回全国菓子大博覧会中小企業庁長官賞
- 紅いも生タルト
  - 第26回全国菓子大博覧会観光庁長官賞

## テレビ番組
- 日経スペシャル ガイアの夜明け シリーズ「デフレと闘う!」第2弾 売れない時代に売る極意（2010年1月26日、テレビ東京）[4] - 紅いもタルト以外の目玉商品開発を取材。